# 德党镇
德党镇，是中华人民共和国云南省临沧市永德县下辖的一个乡镇级行政单位。

## 行政区划
德党镇下辖以下地区：
德顺社区、永安社区、忙岗村、忙见田村、明朗村、明信坝村、牛火塘村、忙海村、响水村、大出水村、茂梧村、岩岸山村、勐汞村、钻山洞村、户乃村、大草坝村、大坝村和松林村。